# Campeonato Paraguayo de Fútbol 1906
El Campeonato Paraguayo de Fútbol 1906 es el primer oficial organizado por la hoy Asociación Paraguaya de Fútbol (entonces:  Liga Paraguaya de Foot Ball Association) y puso en disputa la Copa el Diario, nombre que llevó por motivos comerciales. Se dio inicio un domingo 8 de julio de 1906, solo unas semanas después de la fundación de la institución. El primer partido lo protagonizaron los equipos de Olimpia y Guaraní, en cancha de este último, y con un resultado de 1 a 1.
Resultó campeón invicto el club Guaraní, quien ganó todos sus partidos, salvo los dos contra el que se coronó vicecampeón (Olimpia), los cuales terminaron empatados.

## Participantes
De este campeonato inaugural tomaron parte los cinco clubes fundadores de la Liga, todos ellos de la capital del país: Olimpia, Guaraní, Libertad, Nacional y General Díaz; además del nuevo club 14 de mayo, también de Asunción. De estos seis equipos, los cuatro primeros siguen existiendo y militan en la Primera División del fútbol paraguayo.
Cabe acotar que el General Díaz era un club de Asunción ya extinto, cuya cancha se encontraba en Belvedere, y no es la misma institución que el que lleva actualmente ese nombre en la ciudad de Luque.

## Sistema de disputa
El campeonato se jugó a partidos de ida y vuelta de todos contra todos, por lo que se realizaron un total de 10 fechas con tres partidos cada una.

## Posiciones finales
| Pos | Equipo       | PJ | Puntos |
| --- | ------------ | -- | ------ |
| 1ª  | Guaraní      | 10 | 18     |
| 2ª  | Olimpia      | 10 | 14     |
| 3ª  | Libertad     | 10 | 14     |
| 4ª  | General Díaz | 10 | 8      |
| 5ª  | Nacional     | 10 | 4      |
| 6ª  | 14 de mayo   | 10 | 2      |

| Guaraní (invicto) 1º título |

### Desempate por el vicecampeonato
| 1906 | Libertad | 4:5 | Olimpia |  |  |